# تتسورو نوبوریساکا
تتسورو نوبوریساکا (انگلیسی: Tetsuro Noborisaka; ۱۲ فوریهٔ ۱۹۳۴ – ۳۰ اوت ۱۹۷۸) بازیکن بسکتبال اهل ژاپن بود.